# Трстяни
Трстяни (словац. Trsťany) — село в окрузі Кошиці-околиця Кошицького краю Словаччини. Площа села 6,59 км². Станом на 31 грудня 2016 року в селі проживало 292 жителі.

## Історія
Перші згадки про село датуються 1288 роком.

## Географія
Протікає річка Трстянка.

## Населення
| Рік:            | 1994. | 2004.   | 2014.    | 2024.    |
| --------------- | ----- | ------- | -------- | -------- |
| Кількість осіб: | 234   | 245     | 291      | 350      |
| Різниця:        |       | +4,70 % | +18,77 % | +20,27 % |

| Рік:            | 2023. | 2024.   |
| --------------- | ----- | ------- |
| Кількість осіб: | 330   | 350     |
| Різниця:        |       | +6,06 % |